# Maria Pinińska-Bereś
Maria Pinińska-Bereś (ur. 17 sierpnia 1931 w Poznaniu, zm. 20 kwietnia 1999 w Krakowie) – polska rzeźbiarka i performerka, autorka instalacji i environment, związana ze środowiskiem artystycznym Krakowa, gdzie żyła i tworzyła.

## Życiorys

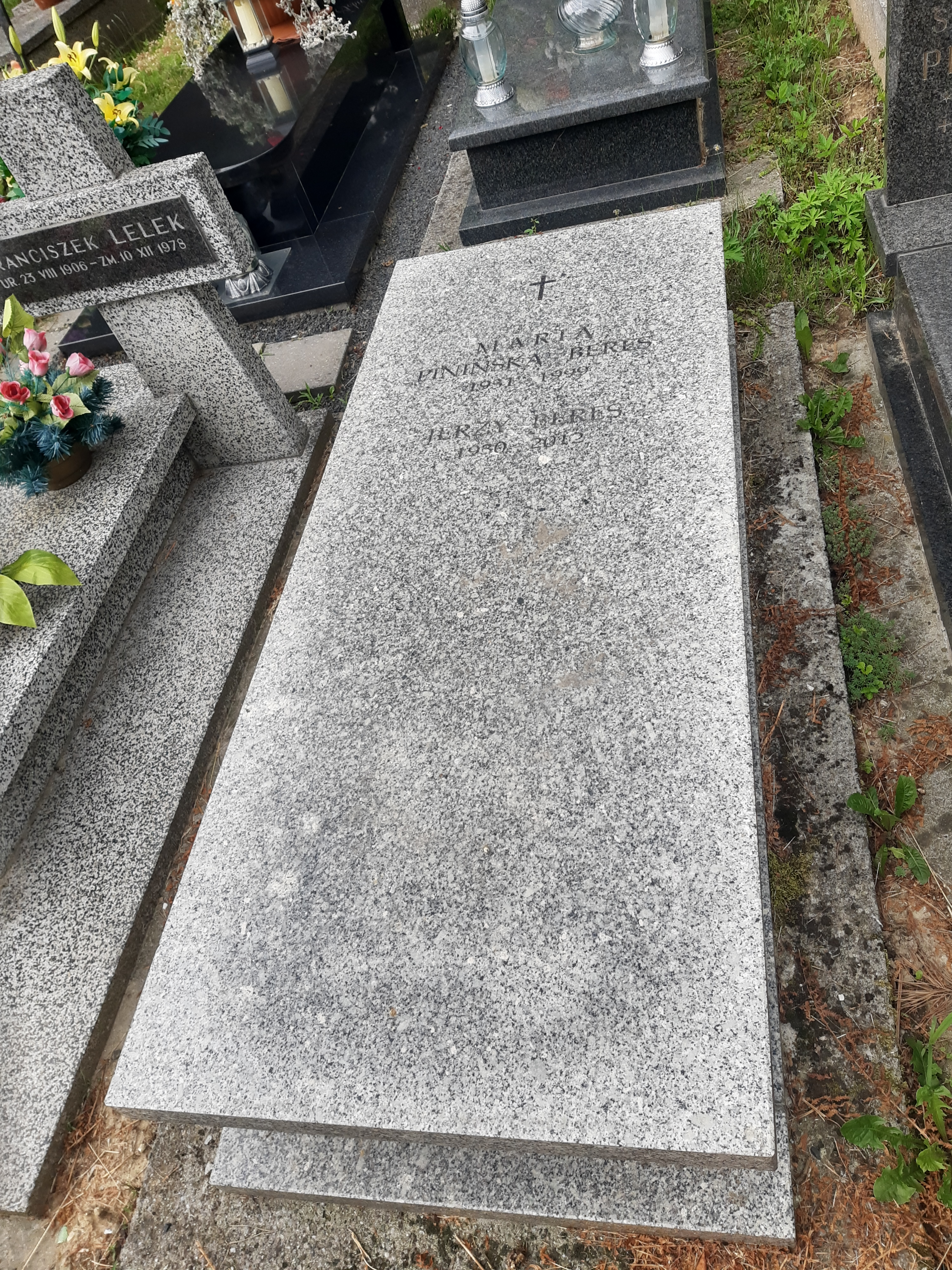
Grób Jerzego Beresia i Marii Pinińskiej-Bereś na Cmentarzu Prądnik Czerwony

Po ukończeniu Liceum Plastycznego w Katowicach  zdecydowała się na studia artystyczne. 
W 1950 roku rozpoczęła naukę w Akademii Sztuk Pięknych w Krakowie. Studiowała rzeźbę, początkowo pod kierunkiem Jerzego Bandury, a następnie w pracowni Xawerego Dunikowskiego – wybitnego rzeźbiarza i pedagoga (1950-1956). W 1956 roku obroniła dyplom i pozostała w Krakowie, gdzie spędziła resztę życia.
W tym samym roku wyszła za mąż za Jerzego Beresia – rzeźbiarza i artystę sztuki akcji. Ich związek, zarówno osobisty i artystyczny, oparty był na wzajemnym szacunku i inspiracji. Małżeństwo miało jedno dziecko – córkę Bettinę Bereś, która również została artystką. 
Maria Pinińska-Bereś prowadziła aktywne życie zawodowe, uczestnicząc w licznych wydarzeniach artystycznych oraz angażując się w działalność środowisk twórczych. Od lat 60. aż do śmierci w 1999 roku mieszkała i pracowała w Krakowie. W jej pracowni odbywały się spotkania artystów, krytyków i intelektualistów.
W 1962 roku z Jerzym Beresiem zainicjowała cykliczne wystawy-konkursy Rzeźba Roku, które odbywały się regularnie przez niemal 20 lat. Od 1979 roku członkini Grupy Krakowskiej. Pomimo trudności, jakie niosło życie artysty w Polsce Ludowej – w tym ograniczeń cenzury i braku swobody wypowiedzi – konsekwentnie realizowała swoją drogę życiową i zawodową, pozostając wierna własnym przekonaniom i wartościom.

Zmarła 17 grudnia 1999 roku i została pochowana na cmentarzu Batowickim w Krakowie (kw. XI-3-19).. Jej dziedzictwo kultywuje Fundacja im. Marii Pinińskiej-Bereś i Jerzego Beresia, która zajmuje się archiwizacją i promocją dorobku obu artystów.

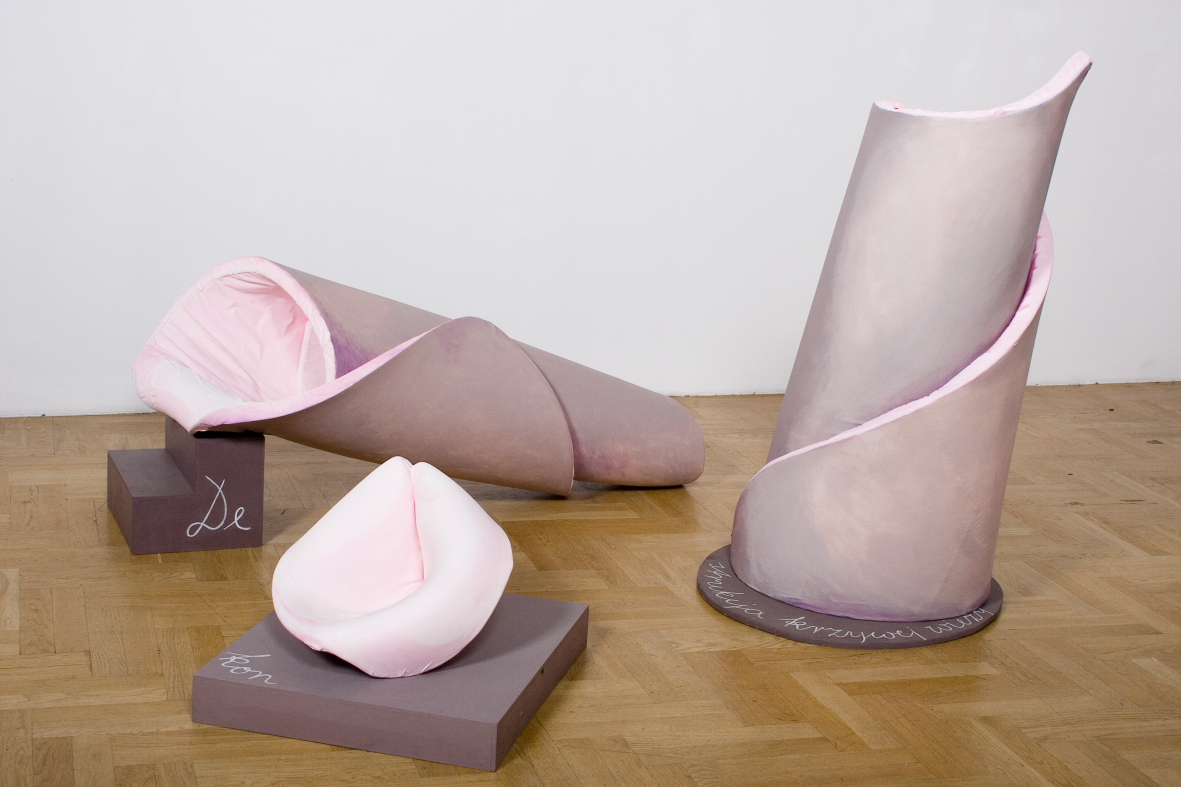
De-Kon-Strukcja Krzywej Wieży, Zachęta, Warszawa

## Twórczość
Twórczość Marii Pinińskiej-Bereś ewoluowała na przestrzeni lat, przechodząc od klasycznej rzeźby figuratywnej do autorskich form instalacyjnych, performatywnych i konceptualnych. We wczesnych pracach z lat 50. dostrzegalne były elementy indywidualnego stylu, który artystka rozwijała przez kolejne dekady, konsekwentnie budując własny, rozpoznawalny język artystyczny.
Na początku swojej kariery zajmowała się tradycyjną rzeźbą w kamieniu i brązie, jednak zaczęła odchodzić od ciężkich, klasycznych materiałów na rzecz tworzyw lekkich i nietrwałych. Od lat 60. zaczęła wykorzystywać papier mâché, a później także tkaniny wypychane miękkimi materiałami, co nadawało jej rzeźbom organiczny, niemal cielesny charakter. Równocześnie zaczęła operować kolorem – znaczącą rolę w jej twórczości zaczęły odgrywać pastele, przede wszystkim róż i fiolet, które symbolicznie odnosiły się do kobiecości. Róż, z czasem stając się dominującą barwą jej realizacji, był przez artystkę używany zarówno ironicznie, jak i afirmatywnie – jako narzędzie krytyki społecznych ról i stereotypów płciowych.
W latach 60. Pinińska-Bereś związała się z kręgiem artystów skupionych wokół Tadeusza Kantora. Uczestniczyła m.in. w Panoramicznym happeningu morskim w Osiekach w 1967 roku, co zapoczątkowało jej zainteresowanie działaniami performatywnymi. W kolejnej dekadzie zaczęła realizować własne akcje artystyczne o charakterze performansu, często odbywały się one w kameralnych warunkach – w plenerze lub przestrzeniach prywatnych – były przeznaczone dla wąskiego grona odbiorców lub dokumentowane jedynie fotograficznie lub filmowo. W swoich performansach odwoływała się do natury, ciała i codzienności.
Twórczość Pinińskiej-Bereś wyróżniała się feministycznym podejściem, rzadko spotykanym wtedy w ówczesnej sztuce polskiej. Artystka konsekwentnie podejmowała tematykę społeczną i osobistą, często odnosząc się do ról przypisywanych kobietom w patriarchalnym społeczeństwie.
W latach 80. i 90. artystka stworzyła szereg charakterystycznych instalacji przestrzennych, określanych często mianem environmentów, w których kontynuowała tematykę kobiecości, duchowości, cielesności i relacji z naturą. Była także aktywnie zaangażowana w życie artystyczne Krakowa – przez wiele lat organizowała i kuratorowała przeglądy "Rzeźba Roku" oraz "Spotkania Krakowskie", wspierając rozwój środowiska twórczego i promując nowe zjawiska w sztuce współczesnej.
Maria Pinińska-Bereś pozostawiła po sobie bogaty dorobek, obejmujący zarówno obiekty rzeźbiarskie, jak i działania efemeryczne, wpisujące się w historię sztuki awangardowej i feministycznej w Polsce.
Prace m.in. w kolekcjach Muzeum Narodowego w Krakowie, Wrocławiu, Poznaniu, Warszawie, w Muzeum Śląskim w Katowicach, Centrum Rzeźby Polskiej w Orońsku, w Muzeum w Bochum.

## Wystawy

### Wystawy indywidualne
- 2024: Maria Pinińska-Bereś, wystawa retrospektywna, Muzeum Narodowe we Wrocławiu, Muzeum Sztuki Współczesnej Pawilon Czterech Kopuł, Wrocław[2].
- 2022: Maria Pinińska-Bereś. Meadow of Your Body, Galerie nächst St. Stephan, Wiedeń, Austria[3][4].
- 2020: Bańki mydlane, Maria Pinińska-Bereś (1931-1999), wystawa retrospektywna, Galeria Sztuki Współczesnej w Opolu, Opole[5].
- 2020: Maria Pinińska-Bereś. Kobiecy rezerwuar, Galeria ASP, Akademia Sztuk Pięknych im. Jana Matejki w Krakowie, Kraków[6].
- 2017: Maria Pinińska-Bereś. Performerka, Galeria Monopol, Warszawa[7].
- 2017: Maria Pinińska-Bereś. Ślad kobiety, Galeria Sztuki BWA w Olsztynie, Olsztyn.
- 2014: Maria Pinińska-Bereś i Jerzy Bereś, Galeria Monopol, Warszawa[8].
- 2012: Maria Pinińska-Bereś. Imaginarium cielesności, Państwowa Galeria Sztuki w Sopocie, Sopot[9].
- 2011: Maria Pinińska-Bereś, Galeria Piekary, Poznań[10].
- 2007: Ruchome-nieruchome. Performensy Marii Pinińskiej-Bereś w dokumentacji, Galeria Sztuki Współczesnej „Bunkier Sztuki” w Krakowie.
- 2001: Maria Pinińska-Bereś 1931-1999, wystawa retrospektywna, Bałtycka Galeria Sztuki Współczesnej w Słupsku.
- 1999/2000: Maria Pinińska-Bereś 1931-1999, wystawa retrospektywna, Bunkier Sztuki w Krakowie, Galeria Bielska BWA w Bielsku-Białej, Galeria Miejska Arsenał w Poznaniu.
- 1997: Egzystencjarium, Galeria Studio, Warszawa.
- 1996: Galeria Manhattan, Łódź.
- 1995: Wystawa w ramach 6. Międzynarodowego Triennale Rysunku, Galeria BWA Awangarda, Wrocław.
- 1993: Centrum Rzeźby Polskiej w Orońsku.
- 1992: Galeria Starmach, Kraków; BWA, Sandomierz; BWA – Zamek Książąt Pomorskich, Szczecin.
- 1991: BWA, Koszalin; Galeria Teatru STU, Kraków.
- 1990: Galeria Krzysztofory, Kraków.
- 1988: Galeria Krzysztofory, Kraków; Galeria 72, Muzeum Okręgowe, Chełm.
- 1982: BWA, Lublin.
- 1980: Galeria Rytm, Kraków; Galeria Krzysztofory, Kraków.
- 1976: Galeria Labirynt, Lublin.
- 1973: Galeria Współczesna, Warszawa.
- 1970: Piwnica pod Baranami, Kraków.
- 1958: Wystawa Rzeźby (razem z Jerzym Beresiem i Tadeuszem Szpunarem), Dom Plastyków, Kraków.

### Wystawy zbiorowe (wybór)
- 1998: Blask, Galeria Sztuki Współczesnej Domu Krakowskiego, Norymberga, Instytut Kultury Polskiej (Niemcy); Chodząc po ziemi, Musée d'Histoire Vivante, Montreuil (Kanada); Perz – Rhizom, Galeria Pryzmat, Kraków.
- 1996: Art in Poland: New Directions, University at Buffalo Art Gallery (USA); Impact, Avant-Garde Cracovienne après 1945, Instytut Polski w Paryżu (Francja); Kobieta o kobiecie, Galeria Bielska BWA, Bielsko-Biała.
- 1995: Poznańskie Seminarium Feministyczne. Pokazy artystyczne, Galeria Fractale, Poznań.
- 1994: Hautevolee, Galerie Rähnitzgasse, Drezno (Niemcy); Ars Erotica, Muzeum Narodowe, Warszawa; Grupa Krakowska 1932-1994, Galeria Zachęta, Warszawa; Klasycy współczesności, Muzeum Narodowe, Warszawa.
- 1993: Żywioły, Państwowa Galeria Sztuki, Łódź; Galeria Domu Artysty Plastyka, Warszawa; Artyści z Krakowa, Galeria Zachęta, Warszawa.
- 1992: Natura Natury, BWA, Lublin; Grupa Krakowska. Prace z lat 1957-1992, Pałac Sztuki, Kraków.
- 1991: Artystki Polskie, Muzeum Narodowe, Warszawa; Voices of Freedom, The National Museum of Women in Arts, Waszyngton (USA).
- 1990: Cóż po artyście w czasie marnym? Sztuka niezależna lat 80., Galeria Zachęta, Warszawa, Muzeum Narodowe w Krakowie.
- 1989: Labirynt 2. Galeria Labirynt prezentuje, Galeria New Space, Fulda (RFN).
- 1988: The Presentation of Labirynt Gallery, 1974-1988, Centre of Arts Tapes, The Alexandra Centre – Halifax, Centre En Art Actuel Le Lieu – Quebec, Candada.
- 1986: Zapis 2, Galeria Labirynt, Lublin.
- 1984: Nurt intelektualny w sztuce polskiej po drugiej wojnie światowej, Performances Polskie, BWA, Lublin.
- 1983: 17. MIĘDZYNARODOWE BIENNALE, São Paulo (Brazylia).
- 1982: K 18 Stoffwechsel, międzynarodowa wystawa w Kassel (RFN).
- 1981: XI Spotkania Rzeźbiarzy, BWA Kraków.
- 1980: Sztuka Kobiet, Galeria ON, Poznań; 16. Wystawa Grupy Krakowskiej, Galeria Krzysztofory, Kraków.
- 1979: Wystawa plastyki krakowskiej, Darmstadt (RFN); Erotyka. Malarstwo, grafika, rysunek, rzeźba, Dom Artysty Plastyka, Warszawa; 8 X KRAKÓW, Galeria Studio, Warszawa; Feministische Kunst Interntionaal, Haags Gemeentemuseum, Haga (Holandia).
- 1977: 14. Biennale Rzeźby Plenerowej, Middelheim (Belgia).
- 1976: Rzeźba roku 1975 Polski południowej, BWA, Kraków; FORMAT: CZŁOWIEK, Galeria STU, Kraków.
- 1975: Dziesięciu artystów prezentuje prace nowe i najnowsze (AICA), Muzeum Narodowe, Poznań; Xawery Dunikowski i uczniowie. Wystawa w stulecie urodzin Xawerego Dunikowskiego, Muzeum im. Xawerego Dunikowskiego, Warszawa.
- 1974: Krakowskie malarstwo i rzeźba w XXX-lecie PRL, BWA, Pałac Sztuki, Rzeźba plenerowa na Plantach, Kraków; Artysta wobec cywilizacji, CONTART 74, Galeria Studio, Warszawa.
- 1973: The Connoisseur in Poland. Cracow Art Festiwal, BWA, Kraków.
- 1971: 3. Ogólnopolska Wystawa Rzeźby, CBWA Zachęta, Warszawa.
- 1964: 20 Lat PRL w twórczości plastycznej, Pałac Sztuki, Kraków.
- 1957: Wystawa młodej plastyki, Oslo, Bergen, Narwik (Norwegia).
- 1955: Ogólnopolska Wystawa Młodej Plastyki „Przeciw wojnie – przeciw faszyzmowi”, Arsenał, Warszawa; Xawery Dunikowski i jego uczniowie, CBWA Zachęta, Warszawa.